# Mémorial des batailles de la Marne
Pour un article plus général, voir Sites funéraires et mémoriels de la Première Guerre mondiale (Front Ouest).
Le Mémorial des batailles de la Marne est une chapelle située en partie haute de la commune de Dormans (Marne). Il fait partie des quatre monuments nationaux dédiés à la Première Guerre mondiale avec l’ossuaire de Douaumont (Meuse), Notre-Dame de Lorette (Pas-de-Calais), et le  Hartmannswillerkopf (ou Vieil Armand) dans le massif des Vosges.

## Historique
C’est par reconnaissance envers Dieu et en mémoire de toutes les victimes de cette guerre, qu'il fut décidé d’ériger un mémorial, dès 1919 dans le parc du château de Dormans. Pour y parvenir, un comité fut créé par Madame de la Rochefoucauld, Duchesse d’Estissac, qui fut l’initiatrice du projet. Il comprenait le cardinal Luçon (archevêque de Reims), Joseph-Marie Tissier (évêque de Châlons) et le maréchal Foch qui désigna l’emplacement.
En effet, Dormans fut selon lui « le point synthétique des deux batailles de la Marne », celles de septembre 1914 et de juillet 1918, où se joua le sort de la France. Une souscription nationale dite « Journées des quatre monuments » permit la réalisation de ce monument, longtemps appelé « Chapelle de la reconnaissance » ou « Chapelle des victoires ».

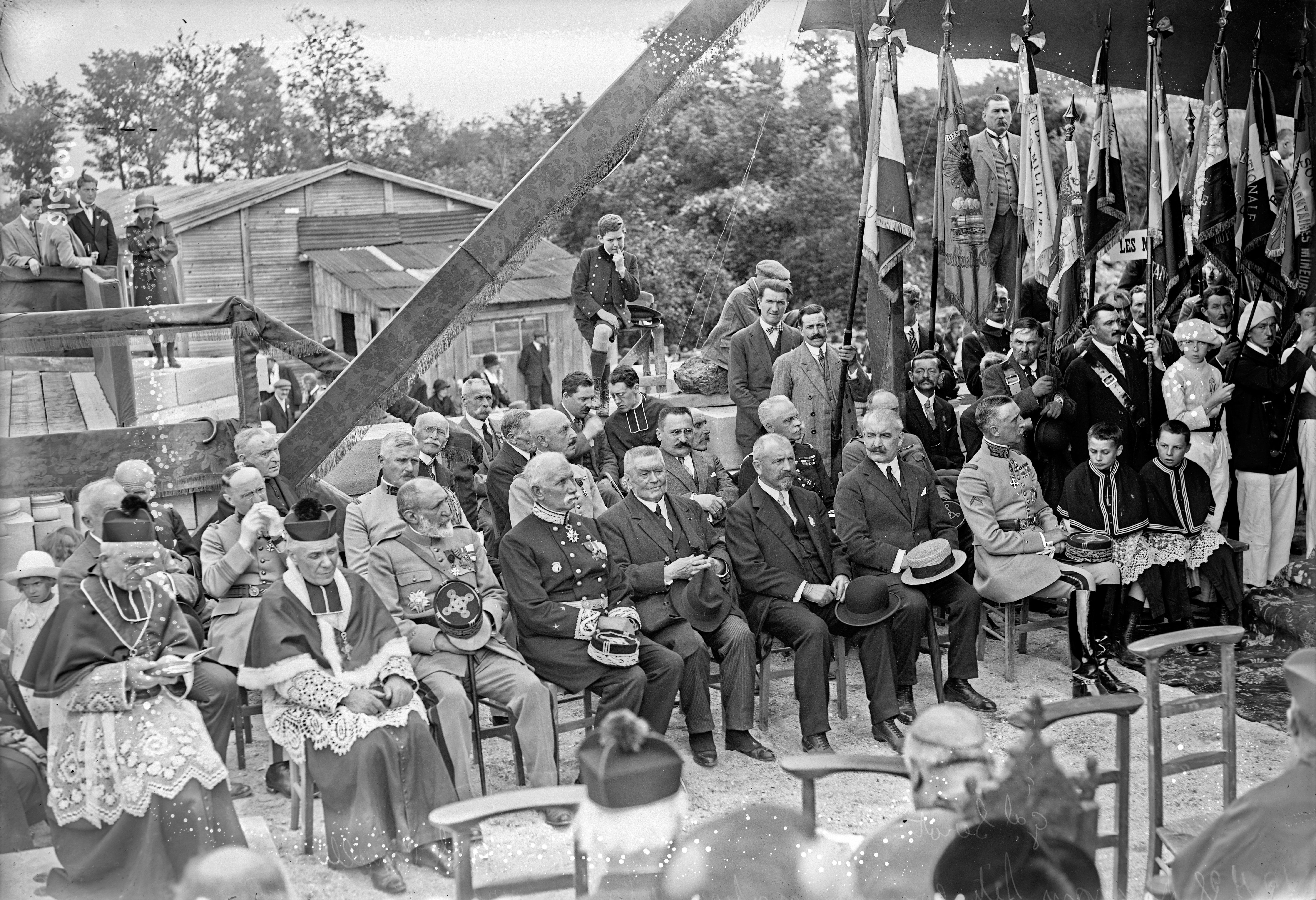
Commémoration en 1925 de la bataille de la Marne à Dormans.

Une association est déclarée le 18 juin 1919, et l'emplacement fut béni le 18 juillet 1919. La première pierre fut posée le 18 juillet 1920.

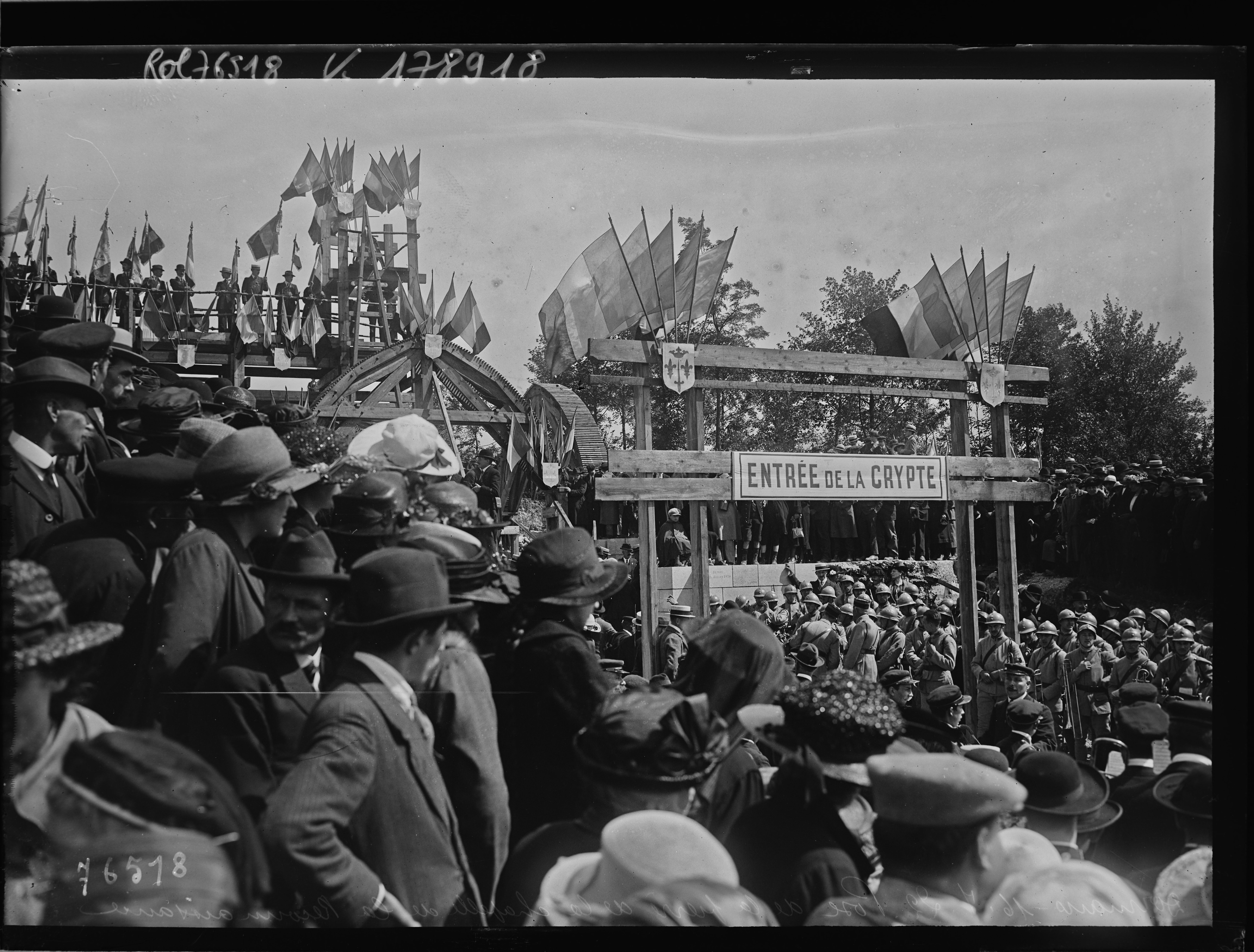
Entrée de la crypte en 1922.

Longtemps, ce sont les pères salésiens qui ont entretenu le Mémorial, son parc et assuré le travail de l'accueil et de Mémoire. Puis, à leur départ dans les années 1980, le Mémorial fut délaissé, desservi par son statut privé.
Aujourd'hui c'est la commune qui est propriétaire des murs, mais c'est l'association "Mémorial de Dormans 1914-1918" qui entretient le devoir de Mémoire, essentiellement par l’action de bénévoles.
Ce 'travail' de Mémoire s'oriente de plus en plus vers les plus jeunes générations.
Le mémorial est classé Monument historique depuis juin 2019 après avoir été labellisé Patrimoine du XXe siècle en 2014, inscrit au titre des monuments historiques en 2017

## Architecture
Le monument fait 52 mètres de haut, mais posé au somment d'une colline, c’est à 117 mètres au-dessus de la Marne que l’édifice se dresse. Un chemin de ronde autour du clocher permet d’approcher ce point culminant, offrant un vaste point de vue sur la vallée de la Marne et sur les champs de bataille.
La chapelle est d’inspiration néogothique, mais constitue un ensemble à la fois militaire et religieux. Militaire, avec sa tour carrée et crènelée, et ses murs percés de meurtrières ; religieux, avec les plans inspirés de ceux d'une église : chœur, transept, croisée, etc. Cette architecture rappelle la tradition des moines soldats du Moyen Âge.
L’ensemble est composé d’une crypte, d’une chapelle supérieure, d’un cloître et d’un ossuaire avec une symbolique très forte sur les éléments architecturaux (piliers, statues, vitraux...). L'architecte fut d'abord Alexandre Marcel, puis Georges Alexandre Closson.

## Les différents éléments

Extérieurs du mémorial
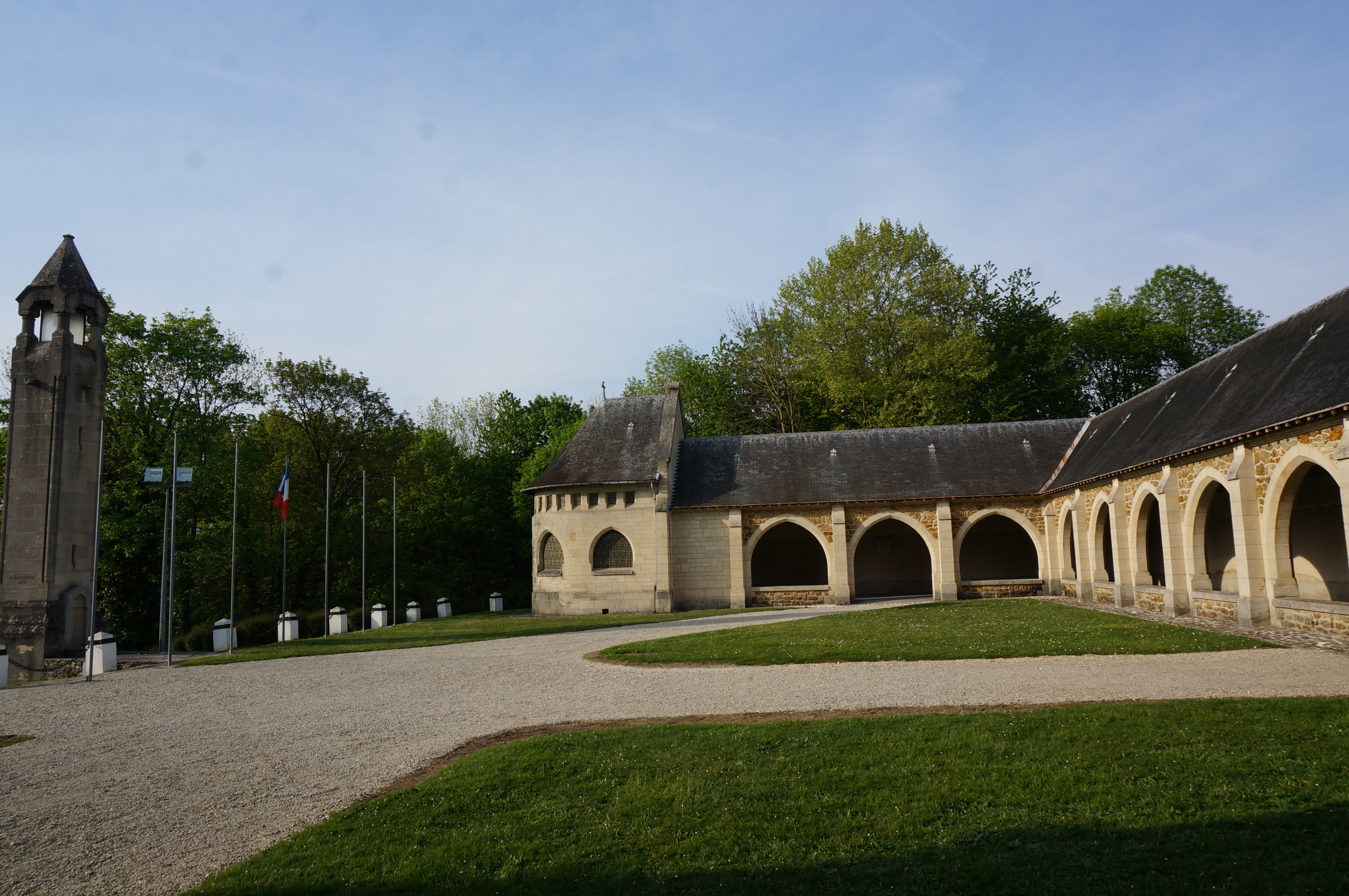
La lanterne des morts, l'ossuaire et le cloître.
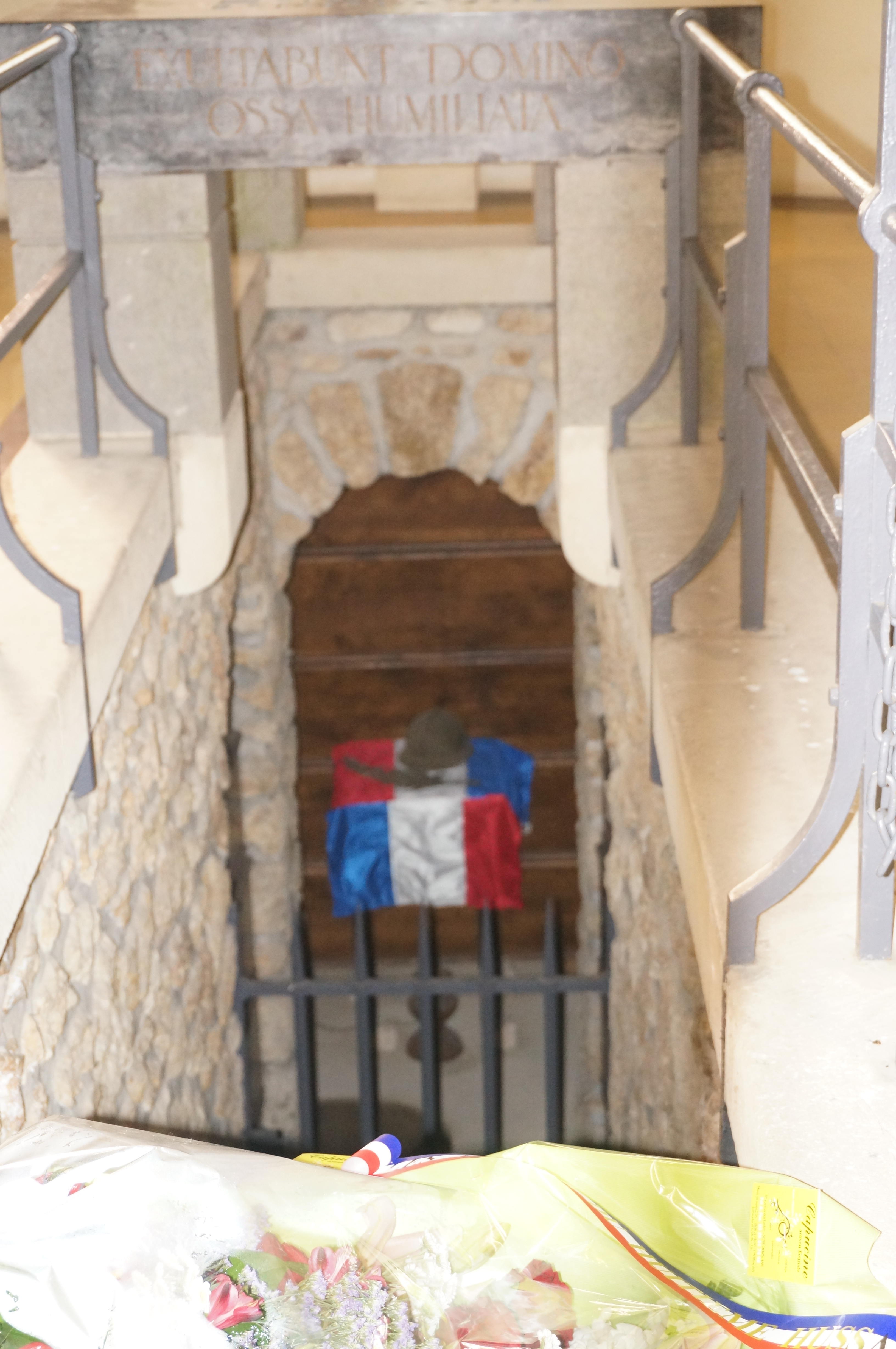
L'ossuaire
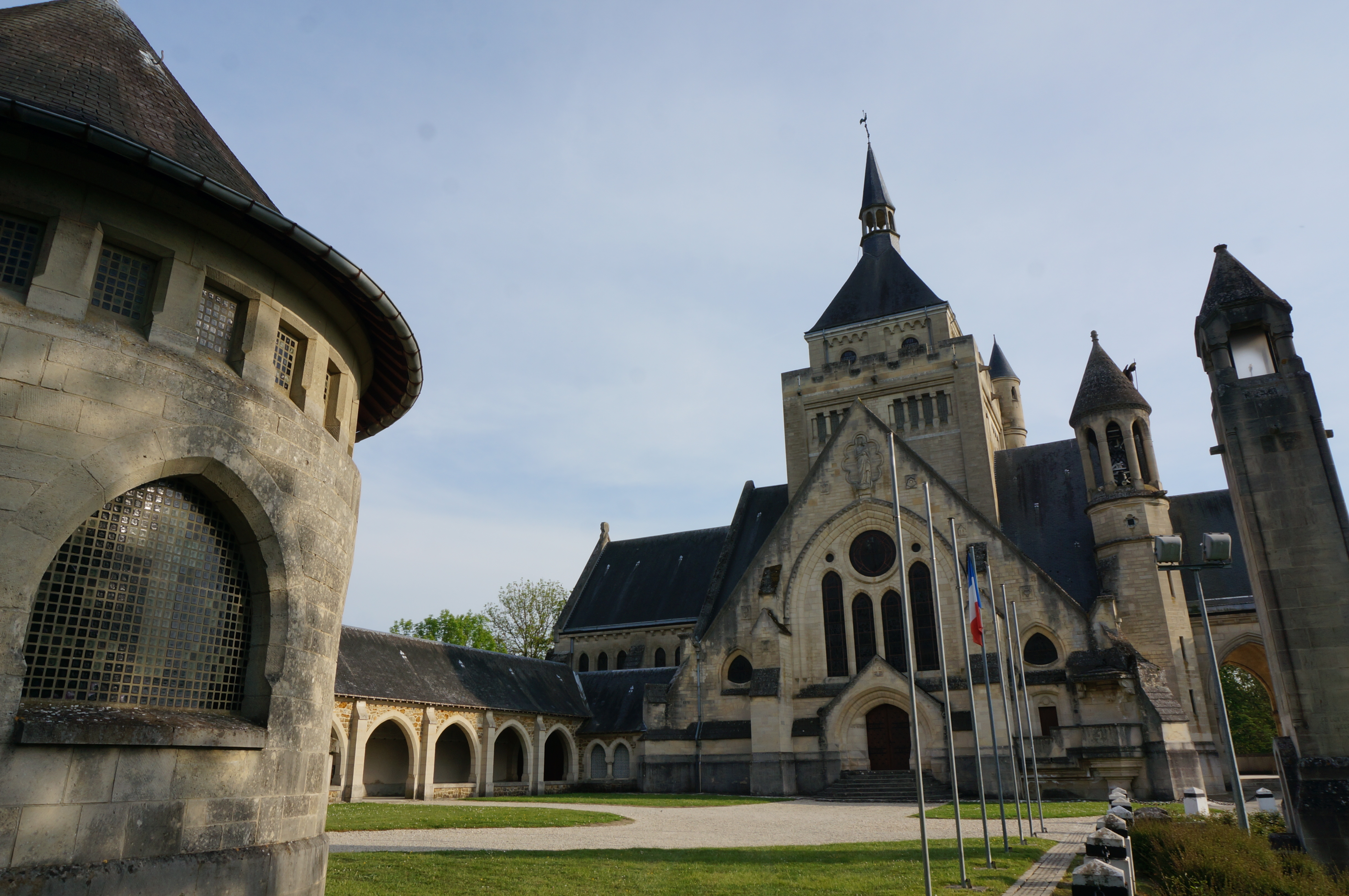
Ossuaire; cloitre, chapelle et lanterne.
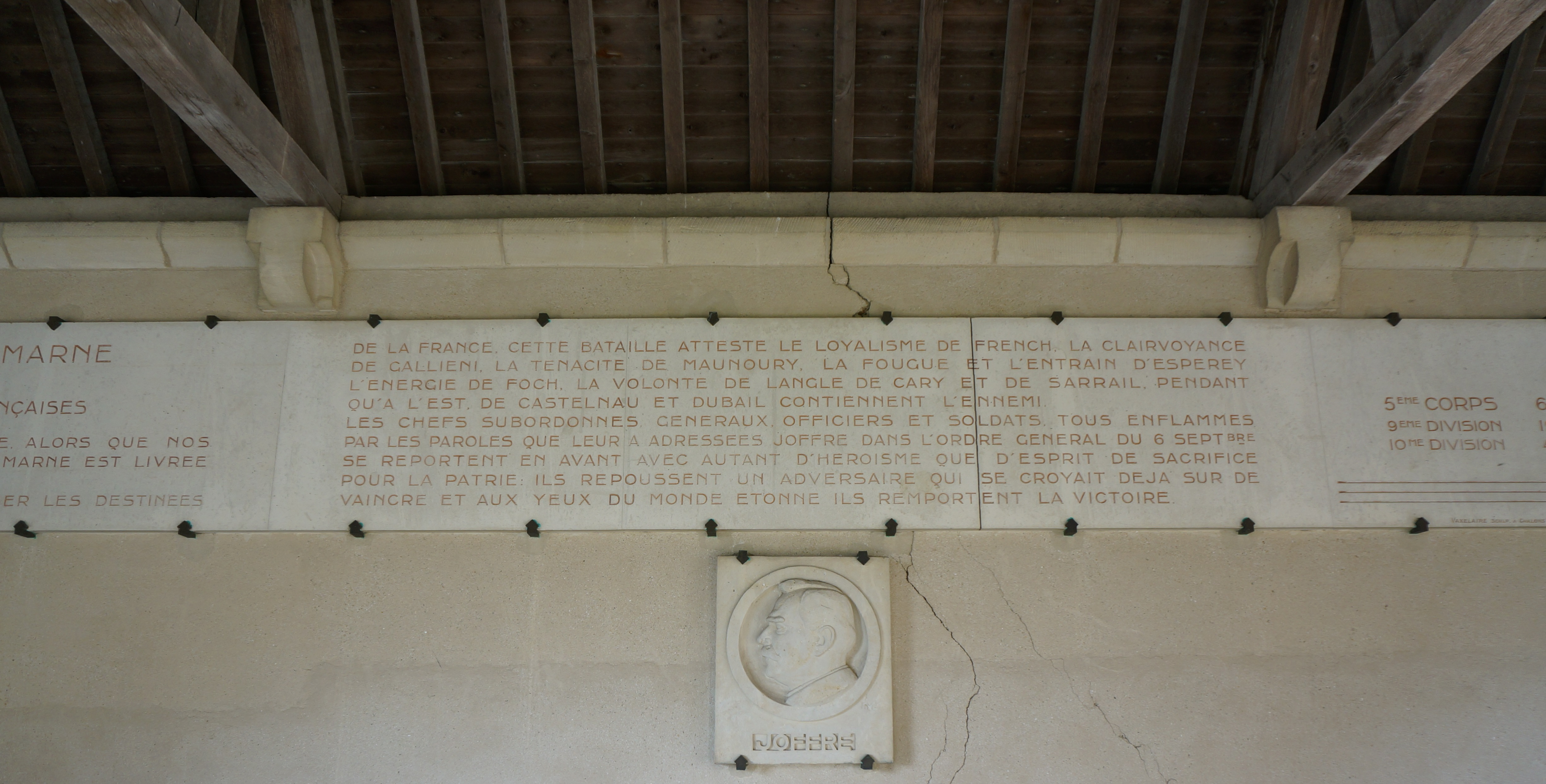
Effigie de Joffre à l'intérieur du cloitre.

La façade, dédiée au Christ-Roi et surmontée d’un saint Michel terrassant le dragon, symboles liés de l’espoir et de la souffrance.

La façade ouvre sur la crypte et la chapelle supérieure, deux salles aux symboliques également duales.
La crypte, chapelle à demi enterrée, où le deuil et l’atmosphère de recueillement prédominent : par le sarcophage, par les pierres, gravées des noms de ceux qui sont tombés par les attributs guerriers de la grille en fer forgé réalisée par  le ferronnier d'art Raymond Subes, etc.
Toutefois, des éléments d’espoir préfigurent ce que l’on va retrouver dans la chapelle supérieure : à droite de l'autel, les anges du Te Deum chantent l’allégresse, alors que le groupe d'anges de gauche avec le De Profundis rappellent la souffrance et les sacrifices des batailles de la Marne de 1914 et 1918.
Les deux prélats du comité fondateur sont commémorés par deux vitraux.
La chapelle supérieure, transition entre le deuil et la joie.

La porte s’ouvre sur le vitrail monumental, la grande verrière de 7 mètres de largeur, réalisée par le maître-verrier chartrain Charles Lorin d'après un carton de Louis Piebourg, où sainte Jeanne d’Arc et saint Michel présentent un « poilu » au Christ glorieux. Outre le grand vitrail, tout est lumière, ici avec les multiples vitraux portant les armoiries des provinces françaises, les saints patrons des armées ou encore les vierges du front et la coupole éclairée par trente-deux fenêtres. Cette verrière est traitée dans le style "Art déco". Le vitrail porte une inscription latine qui signifie " Je garderai tous ceux qui dorment et j'illuminerai tous ceux qui espèrent dans le seigneur".
Les quatre piliers, commémorent la Chevauchée vers Reims, la bataille de Poitiers (732), les deux batailles de la Marne et celle des champs catalauniques. 
Dans cette chapelle on trouve un ensemble de statues aux saints locaux et nationaux à l'effigie de personnages de la Grande Guerre comme le Maréchal Foch sous les traits de Jean de Montmirail ou saint Remi sous les traits du cardinal Luçon. L'ensemble de la statuaire est l’œuvre de Firmin Michelet.

Intérieurs du mémorial
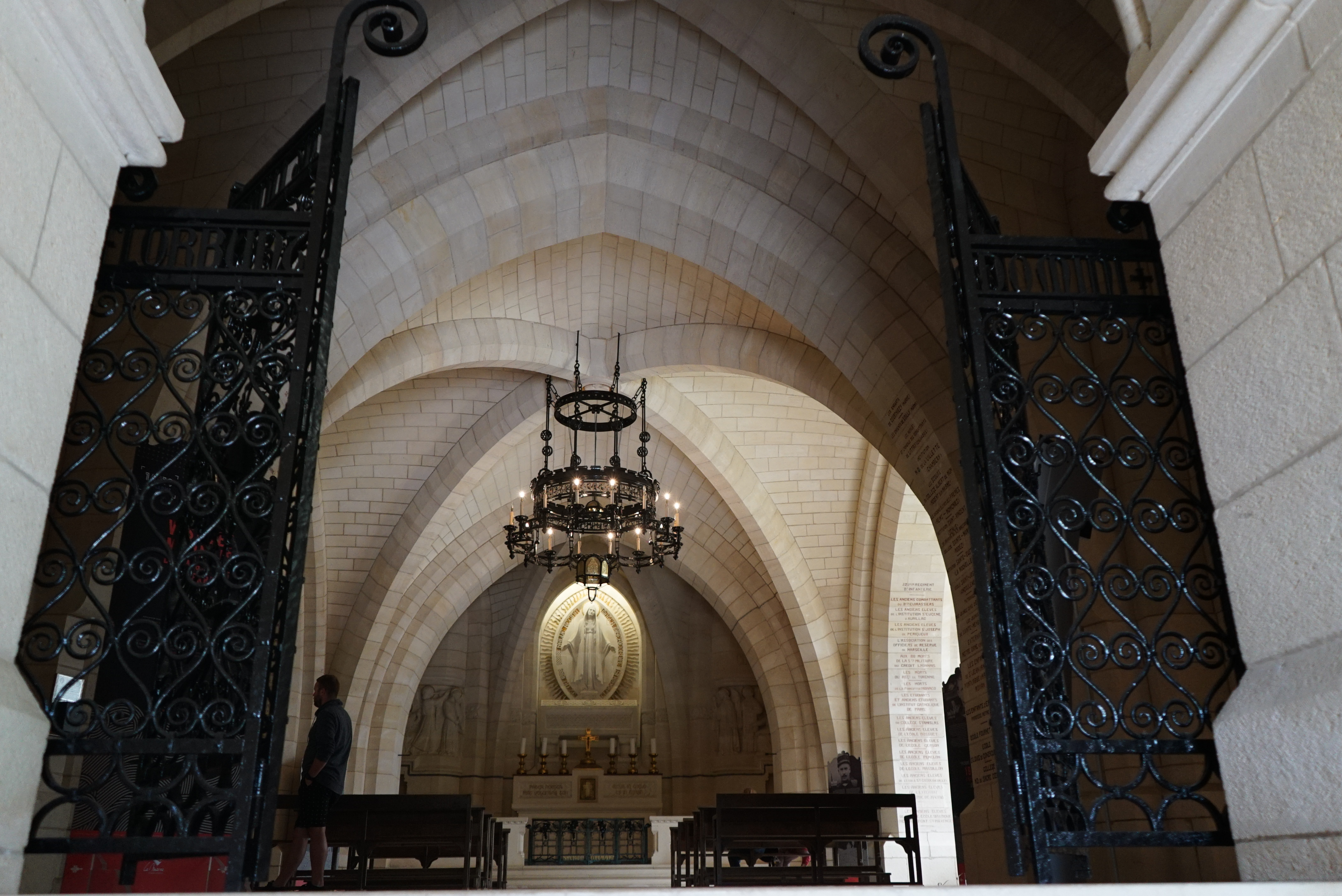
La crypte,
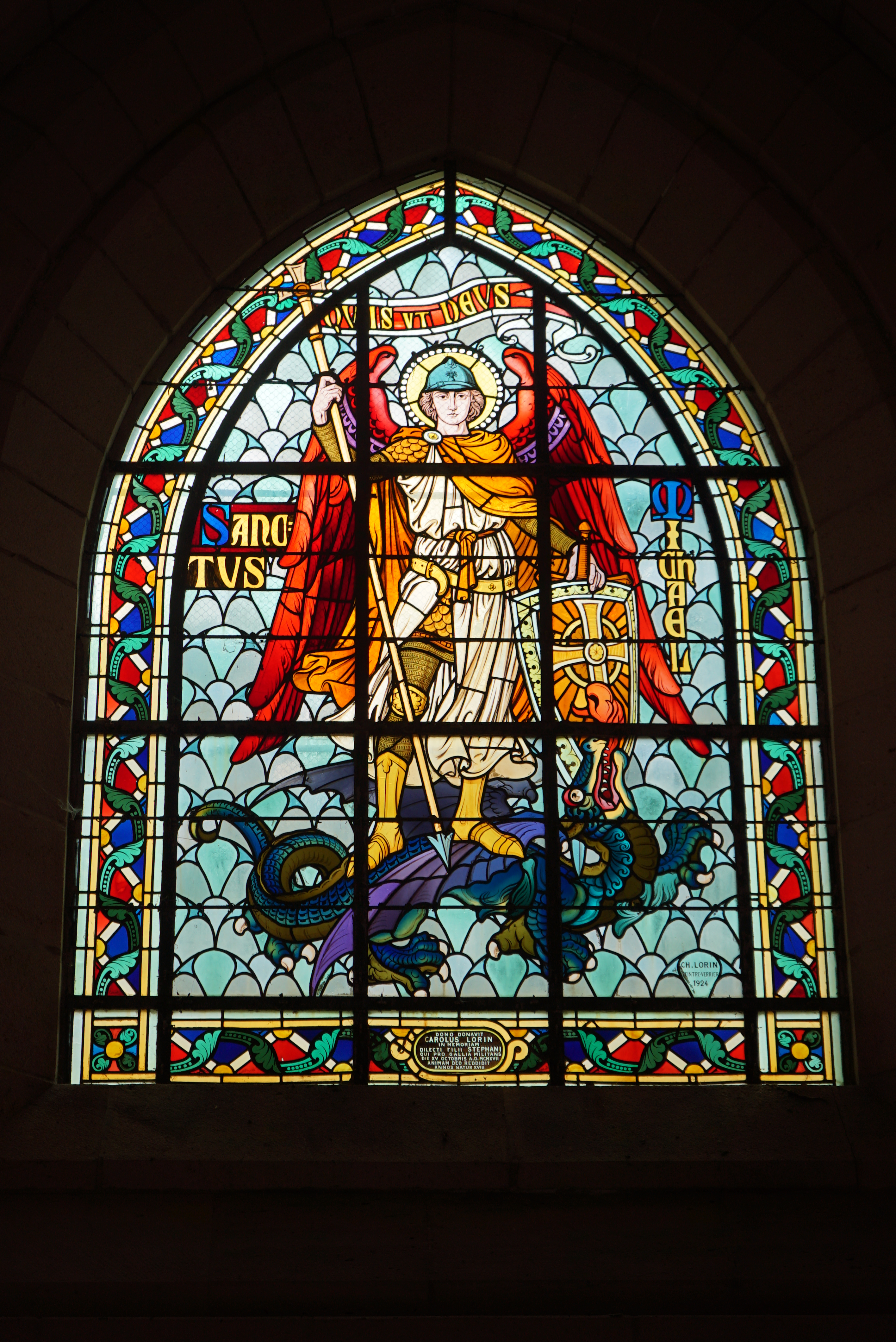
Un vitrail dans le narthex de la crypte
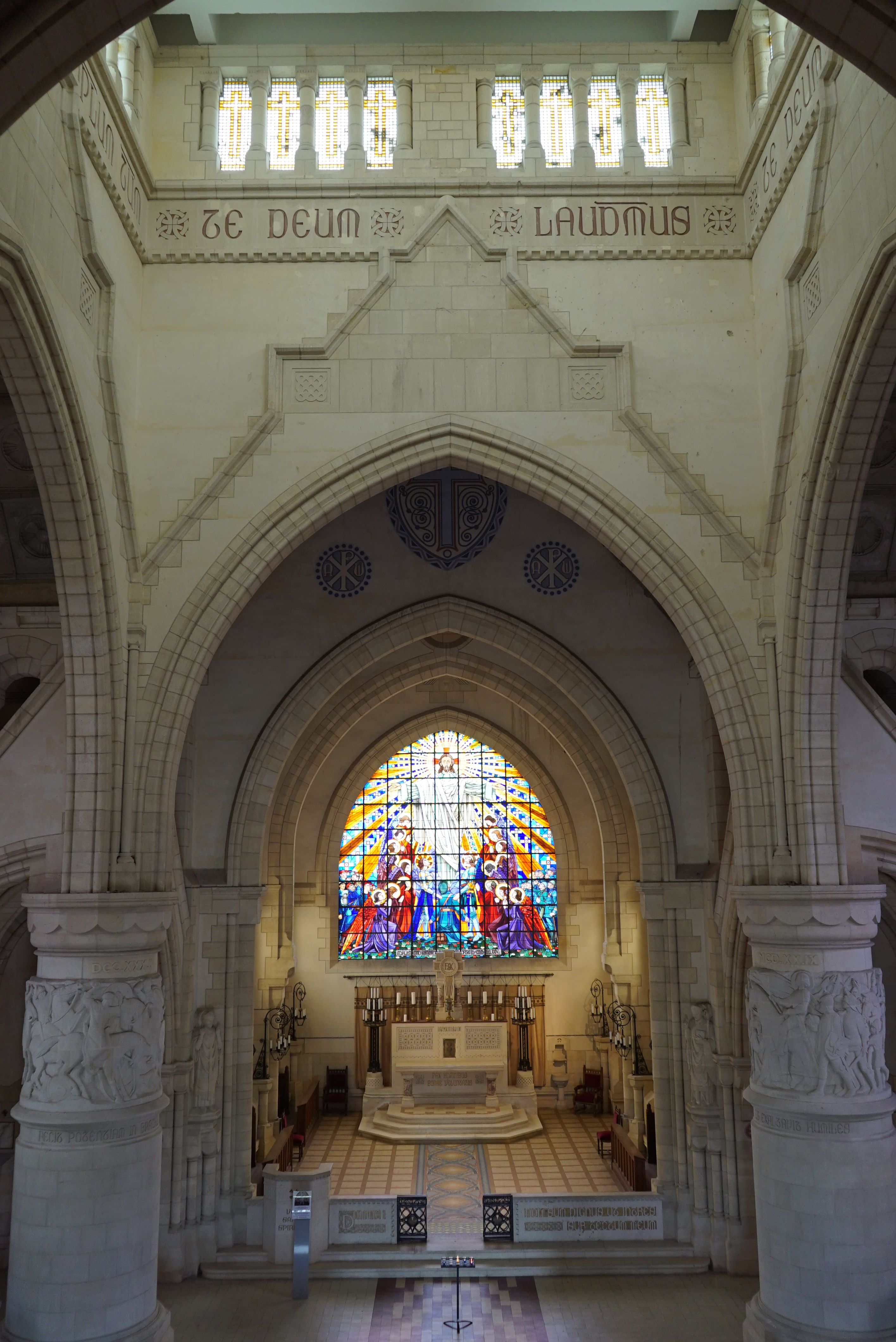
La chapelle supérieure
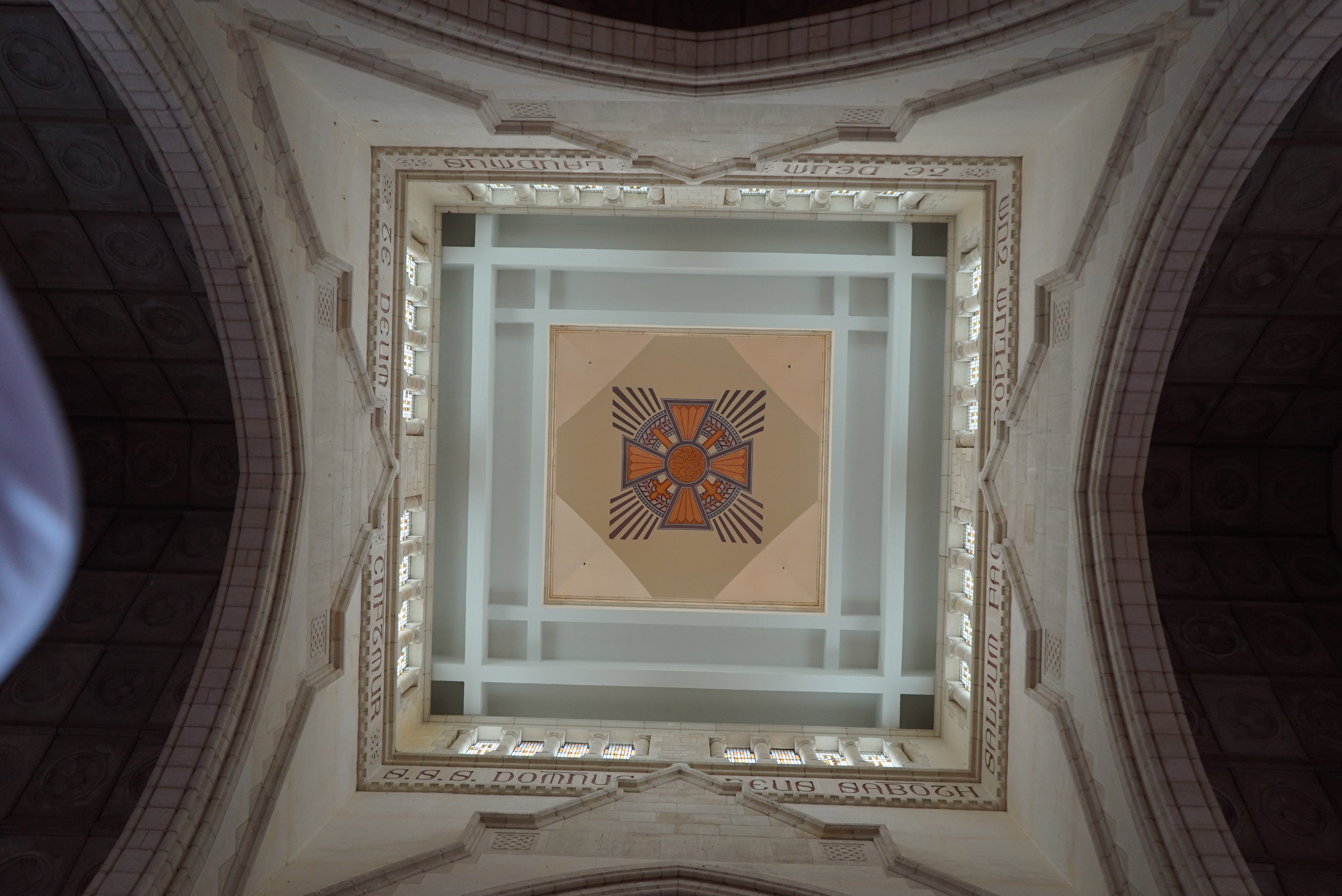
La croisée du transept ornée de la Croix de guerre
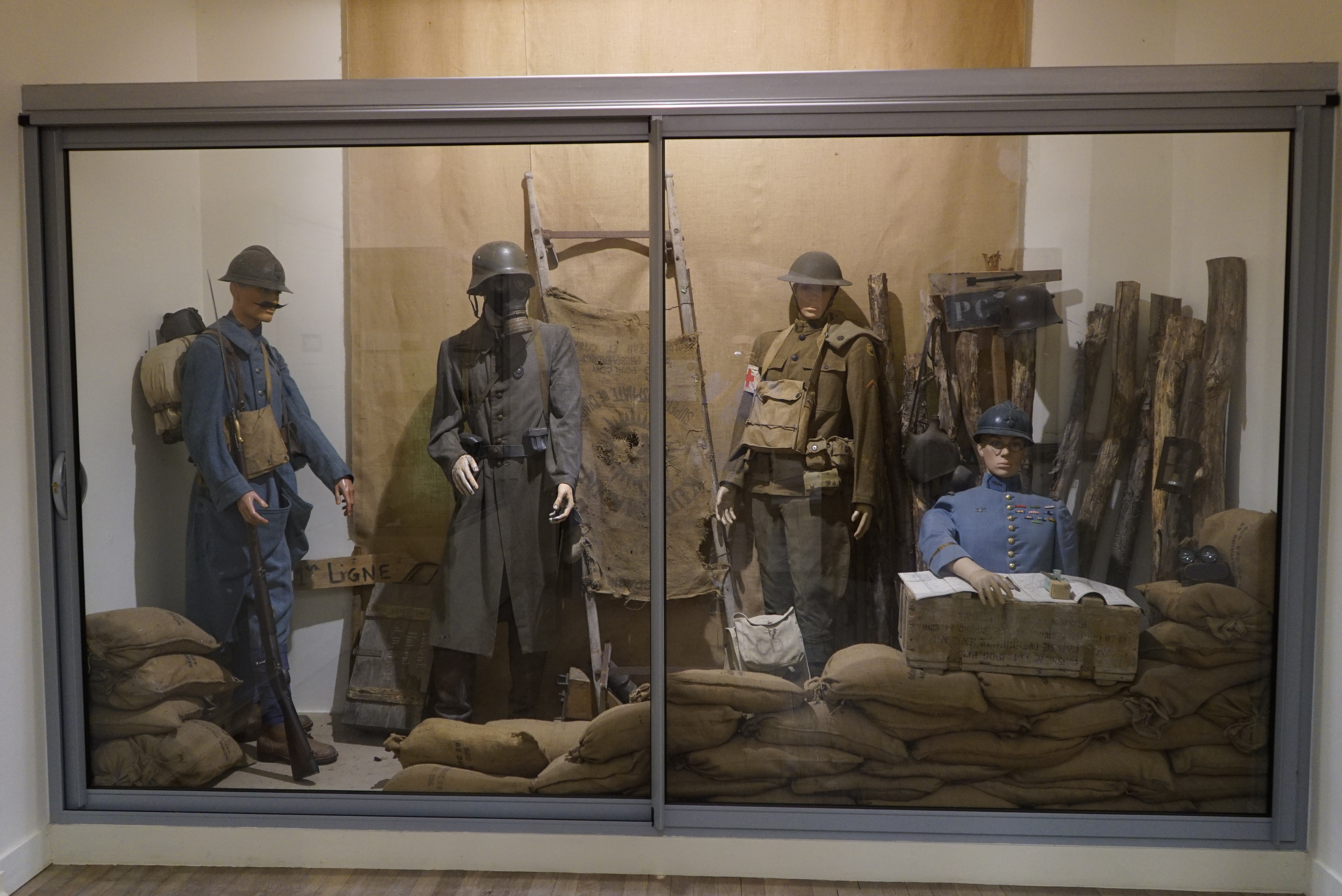
son musée.

Pour atteindre l’ossuaire, on passe au pied d’une lanterne des morts, à nouveau double image, lumière de l’espoir et souvenir des morts.
Sous le cloître est détaillé l’organigramme des armées des deux batailles de la Marne qui, par deux fois, ont sauvé la France, en septembre 1914 et en juillet 1918.
L’ossuaire contient les ossements de 1 360 soldats, toutes armées confondues, dont dix seulement ont pu être identifiés précisément. Une plaque récente détaille l'identité de ces dix soldats.

## Divers
Le clocher de la chapelle constitue pour l'IGN un point géodésique d'ordre 5 dans le réseau NTF.